# Український соймовий клуб
Український соймовий клуб, також Український соймовий клюб — об'єднання (фракція) послів-українців у Галицькому сеймі 10-го скликання. Голова — Кость Левицький. Заступник голови УСК — майбутній Президент і Диктатор ЗУНР Євген Петрушевич.

## Склад клубу
До українського клубу соймового входило 30 послів, 23 націонал-демократи:
Володимир Бачинський, Лонгин Цегельський, Сидір Голубович, Антін Горбачевський, о. Іван Яворський, Іван Кохановський, о. Олександр Капустинський, Теофіл Кормош, Іван Кивелюк, Іван Куровець, Кость Левицький, Лев Левицький, о. Северин Метелля, Теофіл Окуневський, Роман Перфецький, Євген Петрушевич, Теодор Рожанковський, Юрій Сінґалевич, Тимотей Старух, Гринь Тершаковець, Теодор Ваньо, Лазар Винничук, Роман Залозецький.
6 радикалів 
Павло Думка, Павло Лаврук, Микола Лагодинський, Іван Макух, Іван Сандуляк, Кирило Трильовський.
1 безпартийний 
Михайло Новаківський.
До клубу як госпітант входив також д-р Михайло Король.